# Finska jungfrun
Finska jungfrun kallades en årligen förekommande isformation vid de branta strandstupen nedanför platsen som idag Bergs oljehamn ligger i Nacka kommun. Avbilden av en kvinna skapades av smältvattnet några korta vårveckor varje år.
Isformationen gav upphov till sägner och historier i slutet av 1800-talet. Bland annat påstods att när denna klippa är fri från snö och is, så är även vattnet fritt mellan svenska kusten och Åland. Finska jungfrun förevigades i en litografi efter teckning av Kilian Zoll.
Finska Jungfrun förstördes när oljebolaget Esso 1958–1962 lät anlägga Bergs oljehamn på platsen.